# 孫薰
孫薰（： Sohn Hoon、1943年1月25日—），韓國前外交官，漢城（現首爾）人，歷任駐台北代表部代表、駐西雅圖總領事:p373、駐喀麥隆大使等職:p374。